# Gauche Républicaine
De Gauche Républicaine (GR, Nederlands: Linkse Republikeinen) vormden een republikeinse kamerclub ten tijde van de Derde Franse Republiek. De kamerclub stond in haar beginjaren onder leiding van Jules Ferry. Omdat de GR een kamerclub en geen politieke partij was, bestond er ook geen partijprogramma en ging het om het charisma van haar politici.
Ideologisch zou men haar leden in de Franse kamer gematigd links en antiklerikaal ("Laïcistisch") kunnen noemen. Het was een typische bourgeois-partij. Later, na de Eerste Wereldoorlog schoven de afgevaardigden flink op naar rechts.